# Zespół dworski w Sołomieści

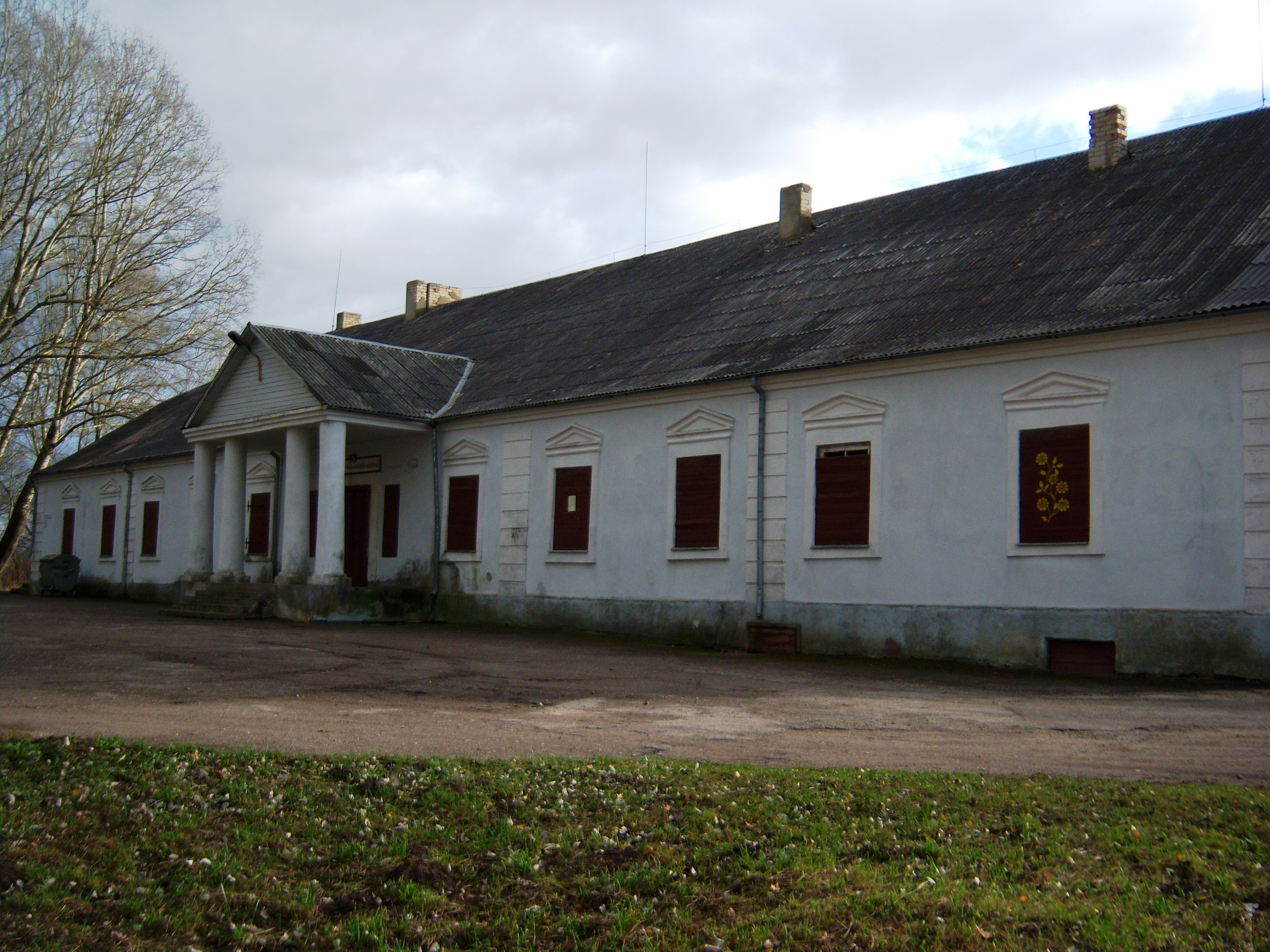
Dwór w Sołomieści (2013)

Zespół dworski w Sołomieści – zabudowania dworskie w Sołomieści (Litwa).
Majątek w wieku XVII należał do Radziwiłłów, później do Morykonich, od których w 1818 nabyli go Tyszkiewiczowie. Tyszkiewiczowie wznieśli, w pierwszej połowie XIX wieku, dwór  w stylu klasycystycznym, zachowany do czasów współczesnych. Przed 1939 w budynku mieściła się szkoła rolnicza.
Dwór jest parterowy, na planie prostokąta, wydłużony, przykryty wysokim dachem naczółkowym. Z zewnątrz ozdobiony lizenami i profilowanymi listwami wokół okien. Przy wejściu znajduje się portyk o czterech kolumnach i trójkątnym frontonie.